# Hrabstwo Jessamine

Piramida wieku hrabstwa

Hrabstwo Jessamine – hrabstwo w USA, w stanie Kentucky. Według danych z 2010 roku, hrabstwo zamieszkiwało 48586 osób. Siedzibą hrabstwa jest Nicholasville.

## Miasta
- High Bridge (CDP)
- Keene
- Nicholasville
- Wilmore